# 新公民运动

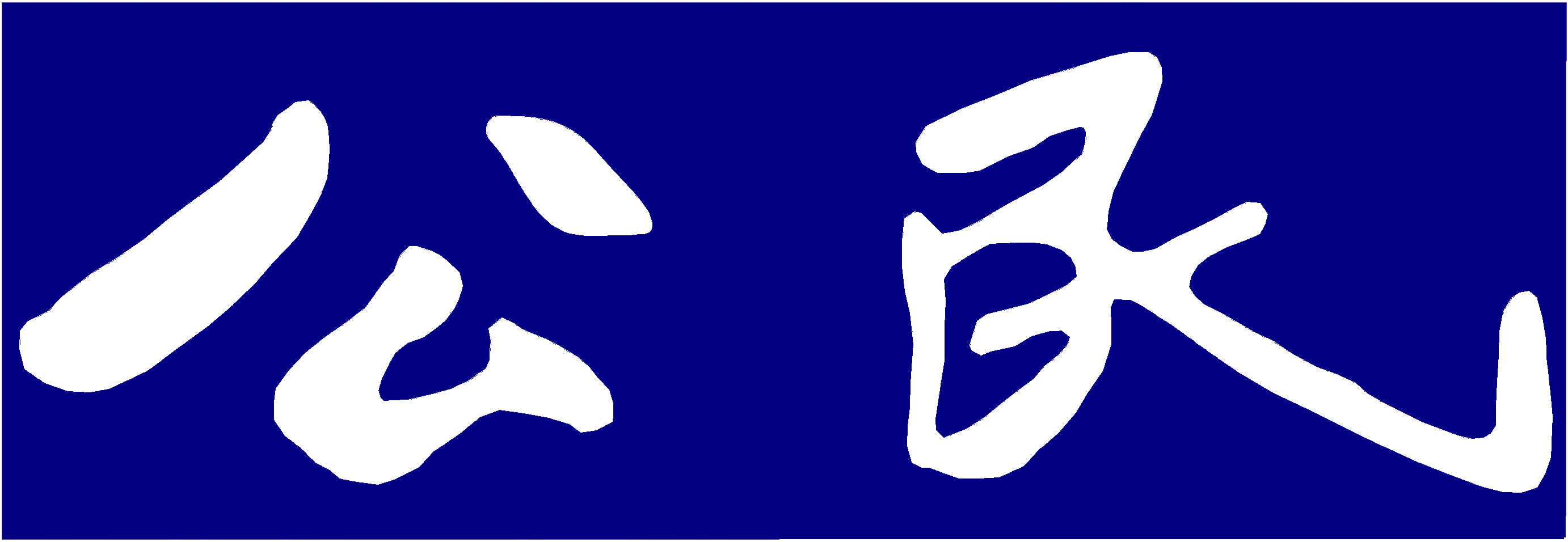
公民标识，孙中山手迹

新公民运动（英語：New Citizens Movement）是由许志永发起的，提倡以“自由，公义，爱”的为主旨的一系列社会运动的统称。新公民运动的纲领诉求：其一是政治的，即推动整个国家以和平方式朝向宪政转型；其二是社会的，即推动整个社会从“臣民社会”朝向“公民社会”转型。
“新公民运动”这个名称是许志永在2012年5月发表的纲领性文章《中国新公民运动》中提出并正式开始使用的。
中国官方一直对新公民运动进行监控和压制，2013年7月16日新公民运动发起人许志永被拘捕，2013年9月13日新公民运动发起人王功权被警方刑拘。自2014年1月22日起许志永等案密集开庭审理，引发海内外巨大关注。新公民支持者创建新公民邮件组与公民权利关注组，继续新公民理念的推广。

## 新公民精神和标识

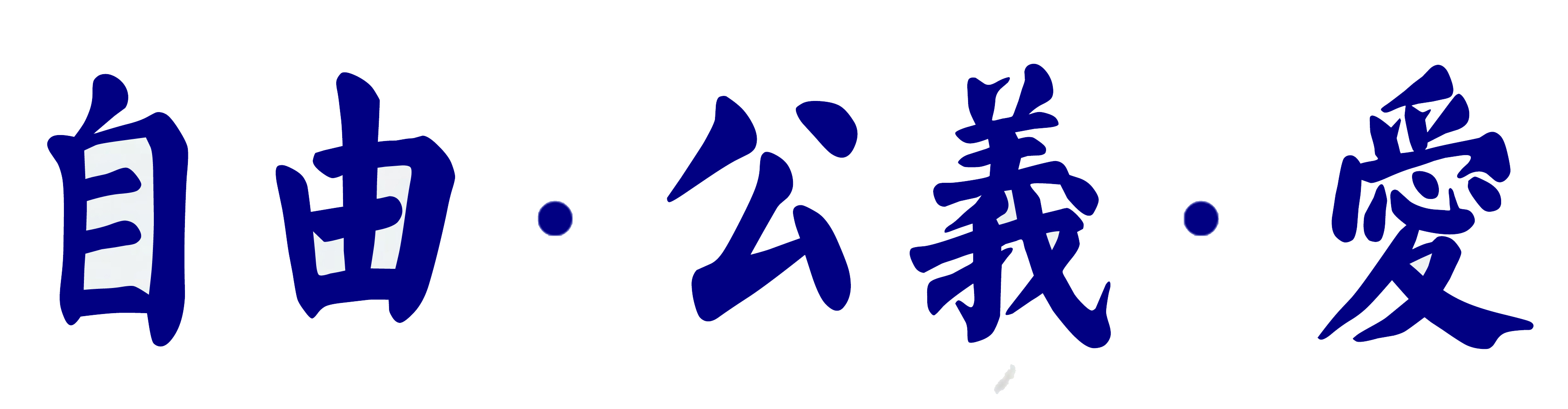
“自由，公义，爱”标识

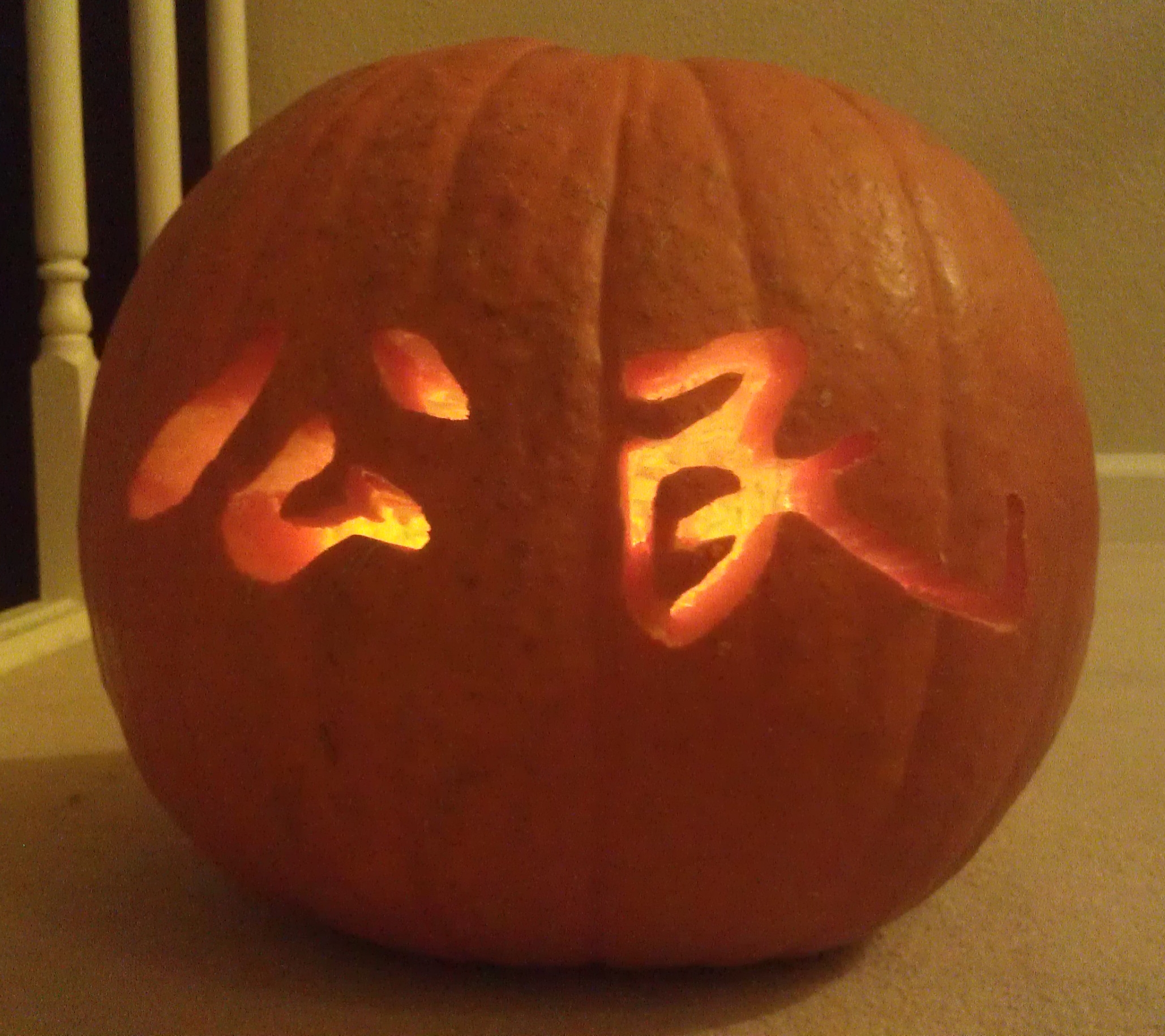
“公民”标识的南瓜灯

### 新公民精神
许志永在他的文章《新公民精神——自由、公义、爱》中详细阐述了新公民精神的理念。他认为："新公民精神是现代公民应有的信念和气质，它来自普遍人性的纯真渴望，以及对他人、社会、国家和全人类的责任，是值得每一个中国公民和中华民族永远珍惜的美好价值，是人类文明进步的象徵，这就是自由、公义、爱。"

### 新公民标识
根据许志永发表的《关于使用“公民”标识的几点建议》一文，新公民标识是孙中山手书的“公民”二字，蓝底白字，是追求自由、民主、法治、宪政的中国公民的共有标识。“公民”标识常与新公民精神“自由、公义、爱”（正体）结合使用。
新公民标识在网络与民间被使用。社交媒体（微博，微信等）中有许多用户采用“公民”标识作为头像。有人将公民标识应用在文化衫，雨伞，车贴等具体物品上，还有创造性的南瓜灯。

## 新公民运动具体活动

### 公民承诺
2010年6月，许志永、滕彪、王功权、黎雄兵、李方平、徐友渔和张世和（老虎庙）发起《公民承诺》倡议书，期待中国公民意识能够更加普遍，共同支持保护公民的权利。一般被认为是新公民运动的发端。

### 教育平权
“教育平权”旨在减少并消除中国大陆在教育资源分配上的巨大不公。教育平权包括以下一些活动：保障城市中农民工子弟学校的正常运营，取消大城市中考和高考的户籍限制，等等。取消高考户籍限制活动由2010年最初的4位家长志愿者，发展到两年后的超过10万人。教育部迫于压力在2012年8月出台随迁子女就地高考政策，随后除北京和上海之外所有省市都开放或者承诺开放随迁子女就地高考。取消高考户籍限制的活动最初由王功权提出。

### 财产公示
“财产公示”旨在督促中国大陆政府官员公布财产。在中国大陆多地都发生公民在公共场所发出诉求的活动，部分与新公民运动有关。比较知名的有：2013年3月31日，袁冬、张宝成、马新立、侯欣四人在西单文化广场，展示横幅并拍照。2013年4月23日，刘萍、魏忠平、李思华等十余人在江西新余举牌声援北京的财产公示活动。刘萍的辩护律师认为，他们的活动与新公民无关。

### 公民同城聚餐
“新公民运动”发起的活动包括在每个月最后一个星期六举行的同城聚餐行为，但同城聚餐行为并不全属于该运动。在中国大陆，网友同城"饭醉"自发产生，已存在多年。目前有据可查的有规律的同城饭醉是由张大军搞发起的关天半月谈，起源于2003年7月中旬，持续到2011年初结束。2011年底，许志永等人经讨论后开始推动在指定的时间开展各地公民同步聚餐（时间定在每月最后一个星期六）。此活动由各地公民自发组织，探讨社会与民生等问题，话题与组织形式不限。至2013年，已有30多个城市参与，并且在海外华人中也有展开。虽然聚餐活动相对低调、亦不违法，但有多处地点如北京、上海、郑州、南宁、长沙等地聚餐受到大陆当局一定压力——已参加者可能被当局问话、被认为可能参加聚餐的知名人士经常被提前软禁或被威胁不得参加。

### 活动记录
许志永在他的文章《这十年》中，介绍了他参与过的从2003年到2013年十年来的公民社会运动。

## 中華人民共和國政府的反应
中華人民共和國政府一直以来对民间独立活动进行压制。2009年当局以税务问题为理由将公盟解散。之后公盟成员以“公民”名义继续从事公益维权活动。
2012年底至2013年，在深圳、北京、江西等地的公民群体走上街头，呼吁中国大陆官员公布财产。参与人相继被拘捕。当局于2013年3月31日至4月17日拘捕袁冬、张宝成、马新立、侯欣、丁家喜、赵常青、孙含会、王永红、李蔚和齐月英，这十人被称为“财产公示十君子”。其后，在北京，被认为由于呼吁和要求官员财产公示而先后被拘捕的，还有许志永、张向忠、李刚、李焕君、宋泽等人。同一时期被拘捕的还有江西新余三位公民刘萍、魏忠平、李思华（4月27日至30日被捕），湖北赤壁五位公民袁奉初（袁兵）、袁小华、黄文勋、陈剑雄（陈进新）、李银莉（5月25日被捕）等。江西与湖北被捕人士的活动，尚未证实与新公民运动有关。
2013年7月16日，在经历三个多月的软禁之后，许志永被以涉嫌“聚众扰乱公共场所秩序”的罪名刑事拘留，被国际媒体广泛报道。中国官方采取妨碍治安罪的方式处置，回避其镇压新公民运动的政治实质。许志永被拘后，王功权和笑蜀发表迅即联合声明，强调许志永事件因新公民运动而起，宣示接力新公民运动。笑蜀的BBC评论文章《许志永们为何成了眼中钉？》中称“拘捕许志永则是最高潮，即对‘新公民运动’的斩首行动。”8月22日，许志永被正式起诉。
中国大陸官方对新公民运动的打压也引发中国大陸内外抗议。茅于轼、王功权、笑蜀、何三畏、杨子立发起公开信《许志永事件之公民社会呼吁书》要求当局释放许志永和其他被捕公民活动人士。参与联署的大陆知识分子和维权人士第一批有400多人，截至7月30日五批共达2003人。8月2日笑蜀被当局强制离开北京送到广州软禁，48小时后才获自由。2013年8月8日，新公民运动在华南地区的主要倡导者郭飞雄被拘。据郭飞雄的辩护律师张雪忠称，郭飞雄与新公民运动无关。8月11日，新公民运动在华东地区的主要倡导者李化平被拘。李化平因张林女儿入学一案被抓，是否与新公民运动相关有待证实。
2013年9月13日，王功权在北京被警方以涉嫌扰乱公共场所秩序为名刑拘，引发民间反响。同日刘苏里、郭玉闪和笑蜀发表《关于王功权先生被刑拘的紧急声明》，并征集公民联署。
坊间有人认为，镇压新公民运动的主要策划者和执行者，为新任公安部副部长兼北京市公安局局长傅政华。但亦有人认为令出最高层。
自2014年1月22日起，中国大陸官方密集开庭分案审理许志永、丁家喜、李蔚、赵常青、袁东、张宝成、侯欣案件。许志永案于22日开庭，许志永发表陈词，在网络广为流传，引发巨大反响，26日许志永被判刑四年。29日，袁东被判有期徒刑一年六个月，侯欣则虽然被定罪，“但犯罪情节较轻，免于刑事处罚”。
2014年4月18日，北京海淀区法院判决，丁家喜、李蔚、赵常青和张宝成四人被控“聚众扰乱公共场所秩序罪”。丁家喜被判刑3年6个月、赵常青被判刑2年6个月、李蔚和张宝成各被判刑2年。
2014年6月19日，江西新余市渝水区法院以“寻衅滋事罪”、“利用邪教破坏法律实施罪”和“聚众扰乱公共场所秩序罪”判处刘萍和魏忠平有期徒刑六年半，以“寻衅滋事罪”判处李思华有期徒刑三年。国际特赦组织形容这起判决“荒谬”，促请北京当局即时无条件释放三名被告人。该组织中国大陸研究员倪伟平发表书面声明，称刘萍等人只是举行了一场小型集会、举起标语、呼吁官员公示财产，不可能构成“寻衅滋事”，他说：“这严苛的判决只是对新公民运动进行政治打压的最新举措。”刘萍的辩护律师斯伟江向外媒表示，检方的控罪毫无法律基础可言，但是当局要向所有政治异议人士表明态度：无论有罪无罪，一律从有罪论处。

## 新公民运动的反对者
新公民运动也受到来自一些政治反对派人士的诟病。艾未未的音乐作品《傻伯夷》被认为是讽刺许志永等人对当局抱不切实际的幻想。一些政治反对人士认为，新公民精神和新公民运动基于并不存在的“中间社会”，认为新公民运动基于“执政者有意愿改良”及“执政者愿意与民间社会良性互动”等虚假前提，是“贩卖虚假希望”。

另一种诟病认为，新公民运动刻意“去政治化”，同时新公民运动试图通过“去政治化”换取“组织化维权”空间，有悖于网格化维稳的现实。但《中国新公民运动》一文中明确写道新公民运动是一个政治运动。依笑蜀所言：
公民社会运动本身就包涵了政治反对，任何争取公民权利的努力都是对排斥、架空、僭越公民权利的现存体制的反对。...公民社会运动所包涵的政治反对，更多是过程中的反对，而不限于目标意义上的反对。过程比目标重要，过程决定目标。其次，公民社会运动所包涵的政治反对，是立足于社会的、立足于普通人日常生活的，尊重社会即尊重最大多数普通人需求的、以社会即最大多数普通人为主体的、多元的、去中心化的、去领袖化的政治反对。
包括莫之许、张雪忠等人认为，笑蜀对新公民运动进行了过度的阐述，未必能代表参与人士的意见。